# Diego López (ur. 2002)
Diego López Noguerol (ur. 13 maja 2002 w Turón) – hiszpański piłkarz grający na pozycji napastnika w hiszpańskim klubie Valencia CF. Młodzieżowy reprezentant Hiszpanii. Uczestnik Letnich Igrzysk Olimpijskich 2024 w Paryżu.

## Sukcesy

### FC Barcelona U-19
- División de Honor Juvenil(inne języki): 2019/20(inne języki), 2020/21(inne języki)